# Beobachteter Ort
Beobachteter Ort (Ob) bezeichnet nach der DIN 13312 in der Navigation den mit Hilfe eines Ortsbestimmungsverfahrens  ermittelten Ort des Fahrzeuges.

## Beispiel
Es gibt verschiedene Möglichkeiten, den beobachteten Ort zu bestimmen:
- Terrestrische Navigation:
  - Kreuzpeilung
  - Versegelungspeilung
  - Peilung und Abstand (Feuer in der Kimm, Radarabstand)
  - Peilung und Lotung
- Elektronische Navigation:
  - Positionsangabe eines Satellitennavigationssystemes
- Astronomische Navigation:
  - Positionsfindung durch astronomische Navigation

## Schreibweise
Der beobachtete Ort bezieht sich stets auf einen bestimmten Zeitpunkt, er wird wie folgt angegeben:
Ob 1200: 50°12 N, 002°01 W

## Nutzen in der Seefahrt
Das Bestimmen des Ob dient der Positionsfeststellung eines Schiffes. Von dem Ob aus kann die weitere Reise geplant werden, oder die bisher zurückgelegte Strecke überprüft werden. Auch dient sie der Bestimmung der Besteckversetzung im Bezug auf den Koppelort.